# Moisés López (Radsportler)
Moisés López Morales (* 29. Juni 1940) ist ein ehemaliger mexikanischer Radrennfahrer.

## Sportliche Laufbahn
López war im Straßenradsport aktiv. Er war Teilnehmer der Olympischen Sommerspiele 1964 in Tokio. Im olympischen Straßenrennen wurde er disqualifiziert. Im Mannschaftszeitfahren belegte Mexiko mit Adolfo Belmonte, Antonio Duque, Moisés López und Porfirio Remigio den 17. Rang. 1964 gewann er eine Etappe der Vuelta de la Juventud Mexicana.